# Juba-Lee
Juba-Lee – album studyjny nagrany przez septet amerykańskiego saksofonisty jazzowego Mariona Browna, wydany w 1967 roku nakładem Fontana Records.

## Lista utworów
Opracowano na podstawie materiału źródłowego.
Wydanie LP
Strona A
| Nr | Tytuł utworu  | Muzyka       | Długość |
| -- | ------------- | ------------ | ------- |
| 1. | „512e12”      | Marion Brown | 15:37   |
| 2. | „The Visitor” | Brown        | 9:13    |
|    |               |              | 24:50   |

Strona B
| Nr | Tytuł utworu | Muzyka       | Długość |
| -- | ------------ | ------------ | ------- |
| 1. | „Juba-Lee”   | Brown        | 12:31   |
| 2. | „Iditus”     | Alan Shorter | 12:15   |
|    |              |              | 24:46   |

## Twórcy
Opracowano na podstawie materiału źródłowego.
Muzycy:
- Marion Brown – saksofon altowy
- Bennie Maupin – saksofon tenorowy
- Alan Shorter – trąbka, skrzydłówka
- Grachan Moncur III – puzon
- Dave Burrell – fortepian
- Reggie Johnson – kontrabas
- Beaver Harris – perkusja

Produkcja:
- Marte Röling – projekt okładki